# Các động Drach

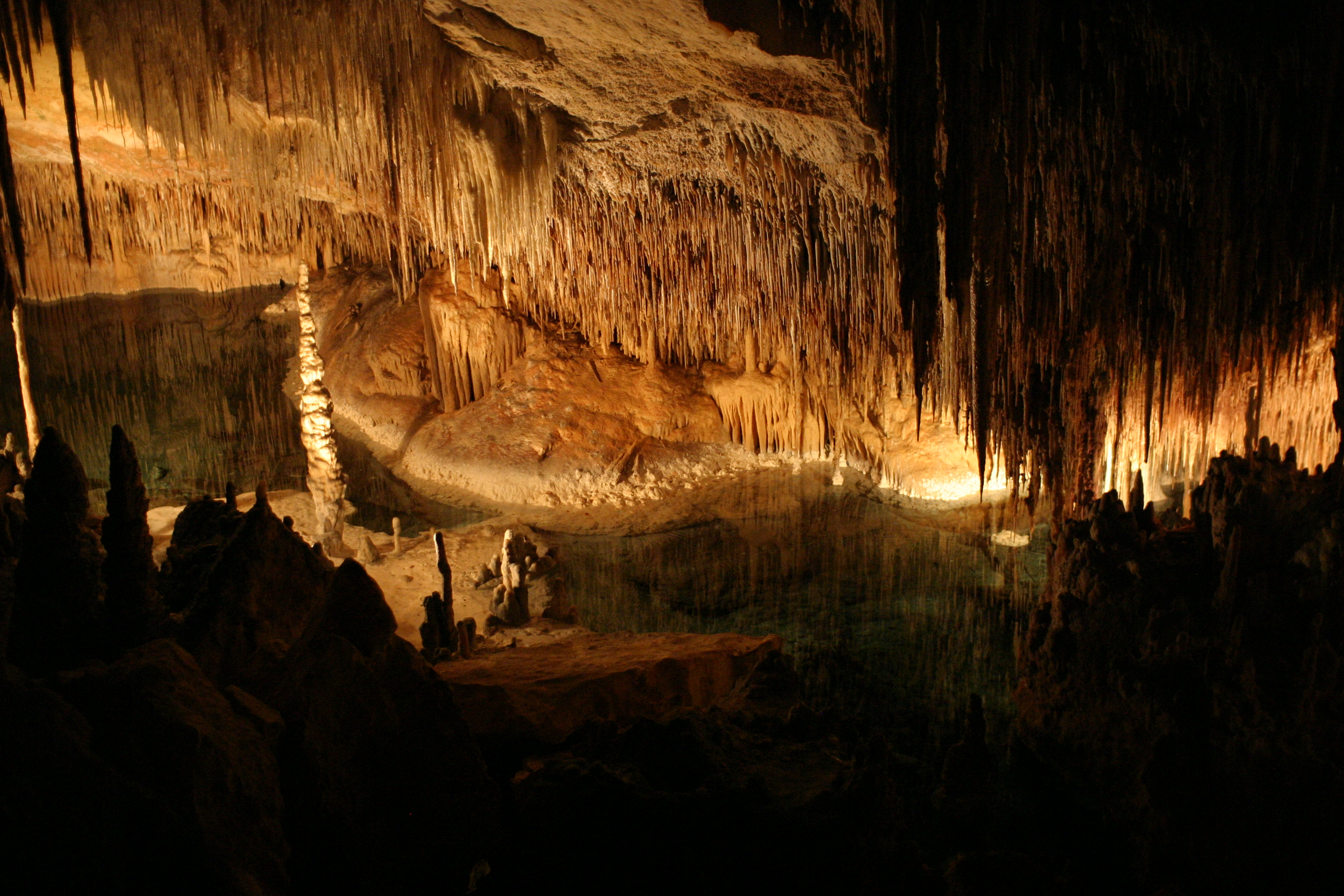
Bên trong

Các động Drach là bốn hang động lớn ở đảo Majorca thuộc quần đảo Baleares, Tây Ban Nha
Các động này thuộc đô thị Manacor, gần Porto Cristo. Các động này có độ sâu 25 m, dài 2,4 km. Bốn hang động này gồm: động Đen, động Trắng, động Luis Salvador và động người Pháp nối với nhau. Các động này được tạo nên so nước từ Địa Trung Hải xâm thực, một số nhà nghiên cứu cho rằng kiến tạo này có thể từ thời Miocene. Có một hồ ngầm có tên hồ Martel có chiều dài 115 m và rộng 30 m.